# Tomohisa Ishiguro
Tomohisa Ishiguro (石黒 智久 Ishiguro Tomohisa?, nacido el 27 de abril de 1981 en Toyama) es un exfutbolista japonés. Jugaba de delantero y su único club fue el Kataller Toyama de Japón.

## Trayectoria

### Clubes
| Club            | País  | Año         |
| --------------- | ----- | ----------- |
| Kataller Toyama | Japón | 2004 - 2009 |